# Tiliqua scincoides
Tiliqua scincoides (lagarto de língua azul comum, lagarto de língua azul, língua azul comum) é uma espécie de lagarto . É nativo da Austrália também da Ilha Tanimbar (província de Maluku, Indonésia).

## Subespécies
Existem três subespécies: 
- Tiliqua scincoides scincoides – lagarto de língua azul oriental (sul/leste da Austrália)
- Tiliqua scincoides intermedia - lagarto de língua azul do norte (norte da Austrália)
- Quimera Tiliqua scincoides - lagarto de língua azul Tanimbar (província de Maluku, Indonésia)

## Descrição
É uma espécie de lagarto língua azul terrestre de grande estatura, medindo mais de 60 centímetros de comprimento e pesando mais de 1kg. Possui corpo robusto e pernas curtas. Pode ter mais de uma cor, geralmente com um padrão de faixas. A língua é de cor azul-violeta a azul-cobalto. A língua é usada, como a maioria dos animais da ordem Squamata, para coletar micromoléculas e entregá-las aos órgãos sensoriais como um sentido de "olfato" usando a ponta da língua. A língua do lagarto de língua azul também é útil na captura de presas, pois é revestida por um muco pegajoso para preservar a tensão superficial em movimento e assim atrair o inseto de volta à boca. Devido à sua língua azul característica e à sua natureza curiosa, é um animal de companhia popular nos países ocidentais.

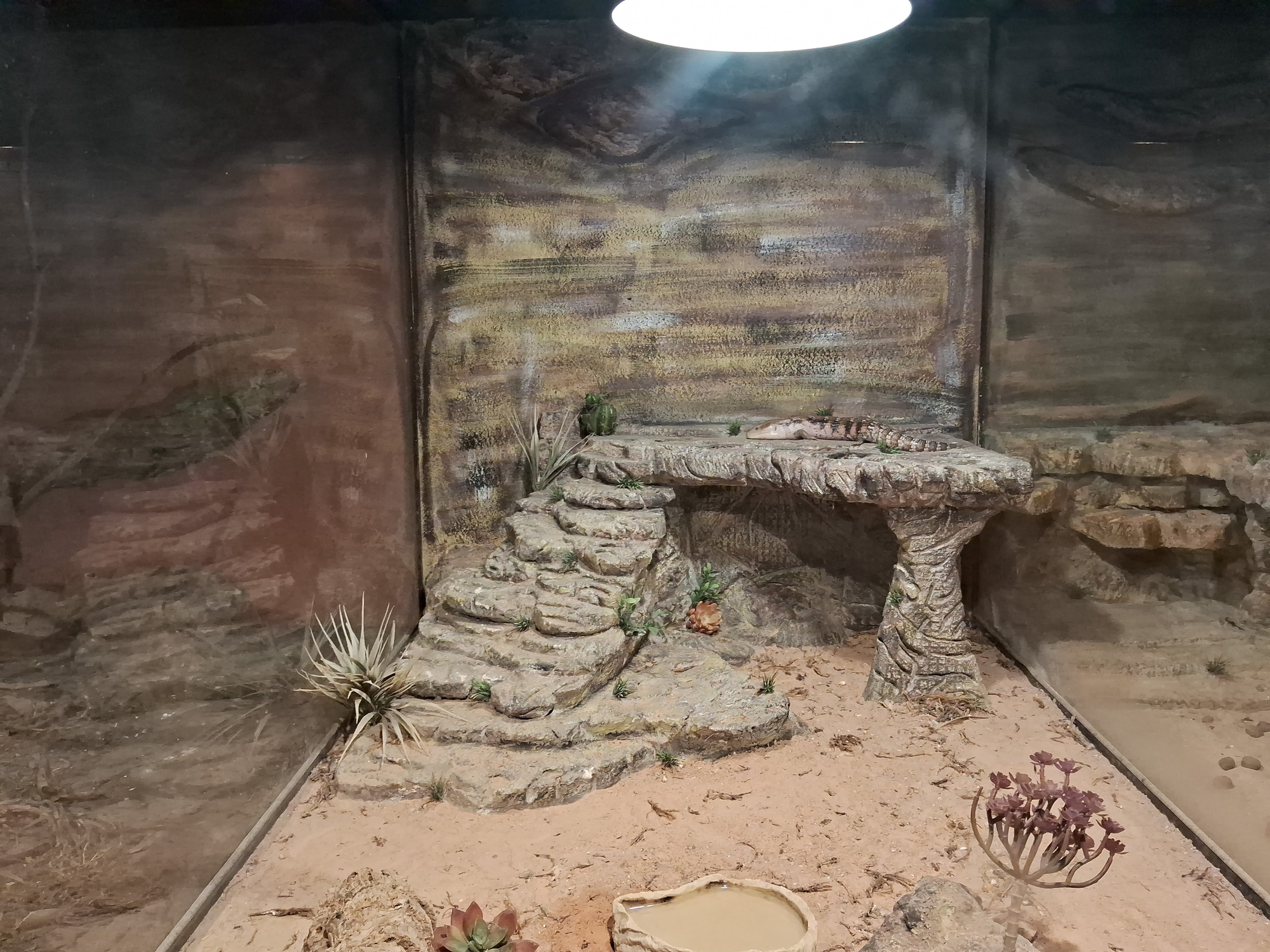
Tiliqua scincoides em cativeiro em um zoológico brasileiro (ao fundo).

É um animal de hábitos diurnos. É onívoro, alimentando-se de insetos, caracóis, sapos, outros répteis, pequenos pássaros, pequenos mamíferos, carniça, alguns materiais vegetais, frutas e outras vegetações. É ovovivíparo. A ninhada da fêmea pode ter de 5 a 25 filhotes vivos, sendo Tiliqua scincoides scincoides conhecido por carregar as ninhadas maiores. Esta espécie é conhecida por viver mais de 30 anos. É um animal adaptável, encontrando frequentemente habitando áreas urbanas e suburbanas, incluindo áreas residenciais de Sydney . O lagarto é considerado benéfico nessas áreas, com apetite por pragas de jardim, como lesmas e caracóis.